# .tj
.tj è il dominio di primo livello nazionale assegnato al Tagikistan.
Creato nel 1997 presso l'University of Southern California, venne inizialmente amministrato dalla statunitense TJ Network Services di Fresno. Nel 2003 la gestione del dominio è stata trasferita al governo del Tajikistan.